# Liste der Monuments historiques in Vésigneul-sur-Marne
Die Liste der Monuments historiques in Vésigneul-sur-Marne führt die Monuments historiques in der französischen Gemeinde Vésigneul-sur-Marne auf.

## Liste der Objekte
| Bezeichnung               | Beschreibung          | Standort                        | Kennzeichnung | Schutzstatus | Datum | Bild |
| ------------------------- | --------------------- | ------------------------------- | ------------- | ------------ | ----- | ---- |
| Skulptur Madonna mit Kind | Holz, 17. Jahrhundert | in der Kirche St-Nicolas (Lage) | PM51001157    | Classé       | 1911  |      |